# Inácio Piá
João Batista Inácio, auch bekannt unter dem Namen Piá (* 22. März 1982 in Ibitinga) ist ein brasilianischer ehemaliger Fußballspieler. Sein jüngerer Bruder Joelson ist ebenfalls ein Fußballspieler.

## Karriere
João Batista Inácio lernte das Fußballspielen in der Jugend von Atalanta Bergamo als Angreifer. In der Saison 2001/02 absolvierte er neun Partien bei Bergamo, in denen ihm ein Tor gelang. In der darauffolgenden Spielzeit bestritt er 14 Partien für Atalanta, blieb aber ohne Torerfolg. Piá wurde für die komplette Spielzeit 2003/04 in die Serie B zu Ascoli Calcio verliehen. Dort fand er zu seiner Form zurück. In 36 Spielen gelangen ihm 13 Tore für Ascoli. Er kehrte wieder nach Bergamo zurück, erhielt jedoch nur zehn Einsätze, in denen er wieder kein Tor erzielen konnte. Im Januar 2005 kaufte ihn der SSC Neapel, welcher damals noch in der Serie C spielte. Bei Napoli gelang es Piá, sich in die Stammformation zu spielen. In zweieinhalb Jahren bestritt er 62 Partien für Napoli, in denen ihm 12 Treffer gelangen. Piá wurde für die Saison 2007/08 an den FBC Treviso in die Serie B verliehen. Nach 16 Partien und drei Tore folgte die nächste Leihe, diesmal zu Catania Calcio in die Serie A. Dort blieb er in acht Spielen allerdings ohne Torerfolg.
Im Sommer 2008 kehrte der brasilianische Angreifer wieder zum SSC Neapel zurück. Aufgrund der starken Konkurrenz im Sturm bei Napoli konnte er sich nicht etablieren und lief in den folgenden 18 Monaten in nur 17 Ligaspielen für Neapel auf, in denen er vier Tore erzielte. Anfang Januar 2010 wurde Piá für den Rest der Spielzeit 2009/10 in die Serie B zum FC Turin verliehen. Die Turiner erwarben ebenfalls eine Kaufoption auf den Angreifer. Diese wurde allerdings nicht gezogen und der Brasilianer kehrte nach Ablauf der Leihfrist nach Neapel zurück. Im August 2010 wurde er an den Zweitligisten Calcio Portogruaro Summaga verkauft.
Seit Sommer 2012 spielte er für die US Lecce, die er jedoch nach einem Jahr wieder verließ und sich AE Larisa anschloss.